# Richilde van Henegouwen
Richilde (Bergen, ca. 1020 - Mesen, 15 maart 1086), gravin van Henegouwen tussen 1051 en 1076, wordt in de literatuur zowel Richilde van Henegouwen, als Richilde van Egisheim genoemd. De toenaam "van Egisheim" verwijst naar haar moederlijke afstamming (van Dagsburg-Egisheim). Haar mogelijke vader is Reinier van Hasnon, die afstamt uit het geslacht der Reiniers (kleinzoon van Lambert I van Leuven).
Richilde mag beschouwd worden als de grondlegster van het graafschap Henegouwen. Zij trouwde eerst omstreeks 1040 met Herman van Bergen, graaf van Bergen en graaf in het zuidelijke deel van de Brabantgouw. Om reden van Richilde's erfrechten (haar vader, Reinier van Hasnon, was markgraaf van Valenciennes) werd haar ca. 1049 door de Duitse keizer Hendrik III het bestuur van het vacante markgraafschap Valencijn toevertrouwd. Kort na de dood van Herman (1050/1051) werd zij tot een huwelijk  gedwongen met haar neef Boudewijn VI van Vlaanderen (5e graad bloedverwantschap). Het huwelijk werd ongeldig verklaard door de bisschop van Kamerijk, maar dit werd ongedaan gemaakt door paus Leo IX. De kinderen uit haar eerste huwelijk werden geestelijken, zodat ze de opvolging door kinderen uit het tweede huwelijk niet in de weg zouden staan. Toen Boudewijn in 1070 overleed, regeerde Richilde korte tijd over de graafschappen Vlaanderen en Henegouwen, als regentes over Arnulf III, oudste zoon uit haar tweede huwelijk.
Om haar positie te versterken trouwde ze nog in 1070 voor de 3de maal met de machtige Normandische-Engelse edelman Willem FitzOsbern, die grote bezittingen had verworven in Engeland. Dit was de aanleiding voor haar zwager, Robrecht de Fries om de macht te grijpen in het graafschap Vlaanderen. Richilde kreeg steun van Willem de Veroveraar, koning Filips I van Frankrijk en graaf Hendrik II van Leuven. Maar de bond rond Richilde werd verslagen in de Slag bij Kassel (1071), waar haar zoon Arnulf en haar echtgenoot Willem sneuvelden. Na deze rampzalige afloop verkocht Richilde haar graafschappen aan Dietwin, bisschop van Luik. Deze gaf ze vervolgens in leen aan de hertog van Neder-Lotharingen, die op zijn beurt de graafschappen in leen gaf aan Richilde. Via deze leenroerige constructie kwam het eigenlijke graafschap Henegouwen tot stand en kon het gevrijwaard worden voor Richildes jongste zoon, Boudewijn II. In 1072 startte zij een nieuwe veldtocht tegen Vlaanderen, maar haar leger werd bij Bergen verslagen.
Van Richilde is bekend dat ze in 1082 een bedevaart ondernam naar Rome, maar onderweg door Arnold I van Chiny gevangen werd genomen. Richilde werd, evenals haar tweede echtgenoot Boudewijn, begraven in de door hen heropgerichte en rijk begunstigde abdij van Hasnon, heropgebouwd op de grondvesten van de burcht van haar vader te Hasnon.
Kinderen uit haar eerste huwelijk:
- Rogier († 1093)
- Gertrude, trad toe tot de Orde van Sint-Benedictus

Kinderen uit haar tweede huwelijk:
- Arnulf III van Vlaanderen
- Boudewijn II van Henegouwen
- mogelijk Gilbert van Gent, gehuwd met Alicia van Montfort